# Gangut (1911)
Gangut (en ruso "Гангут") fue un acorazado de la Armada Imperial Rusa, y posteriormente de la Unión Soviética nombrado en honor a la batalla de Gangut que daba nombre a su clase de acorazados. El acorazado fue renombrado el 27 de junio de 1925 como Oktyabrskaya Revolutsiya (en ruso: "Октябрьская революция", cuyo significado es "Revolución de octubre"), en honor a la Revolución de octubre.

## Construcción
El buque fue puesto en grada el 3 de junio de 1909 en los astilleros Admiralty de San Petersburgo y fue botado el 24 de septiembre de 1911.

## Historia operacional
A finales de noviembre de 1914 fue asignado a la segunda escuadra de la Flota del Báltico, estacionada en Helsinki, Finlandia.
En diciembre de 1939, durante la llamada Guerra de Invierno con Finlandia, el buque atacó el fuerte Saarenpää en la costa finlandesa, pero fracasó en su destrucción pese a  realizar varios intentos. En 1941 el buque se trasladó desde Tallin a Kronstadt y a finales de septiembre a Leningrado.
Entre 1941 y 1945, bajo el mando de M. Z. Moskalenko, N. A. Petrischev y S. D. Soloukhen, disparó 1140 proyectiles de su artillería principal, en defensa de la ciudad sitiada de Leningrado. El 22 de julio de 1944 el acorazado fue recompensado por sus servicio con la Orden de la Bandera Roja, y se referían a él como el acorazado Bandera Roja Revolución de Octubre.
A partir de 1954 comenzó a usarse como buque escuela, hasta que fue dado de baja en 1956, y desguazado en 1959.

## Restos

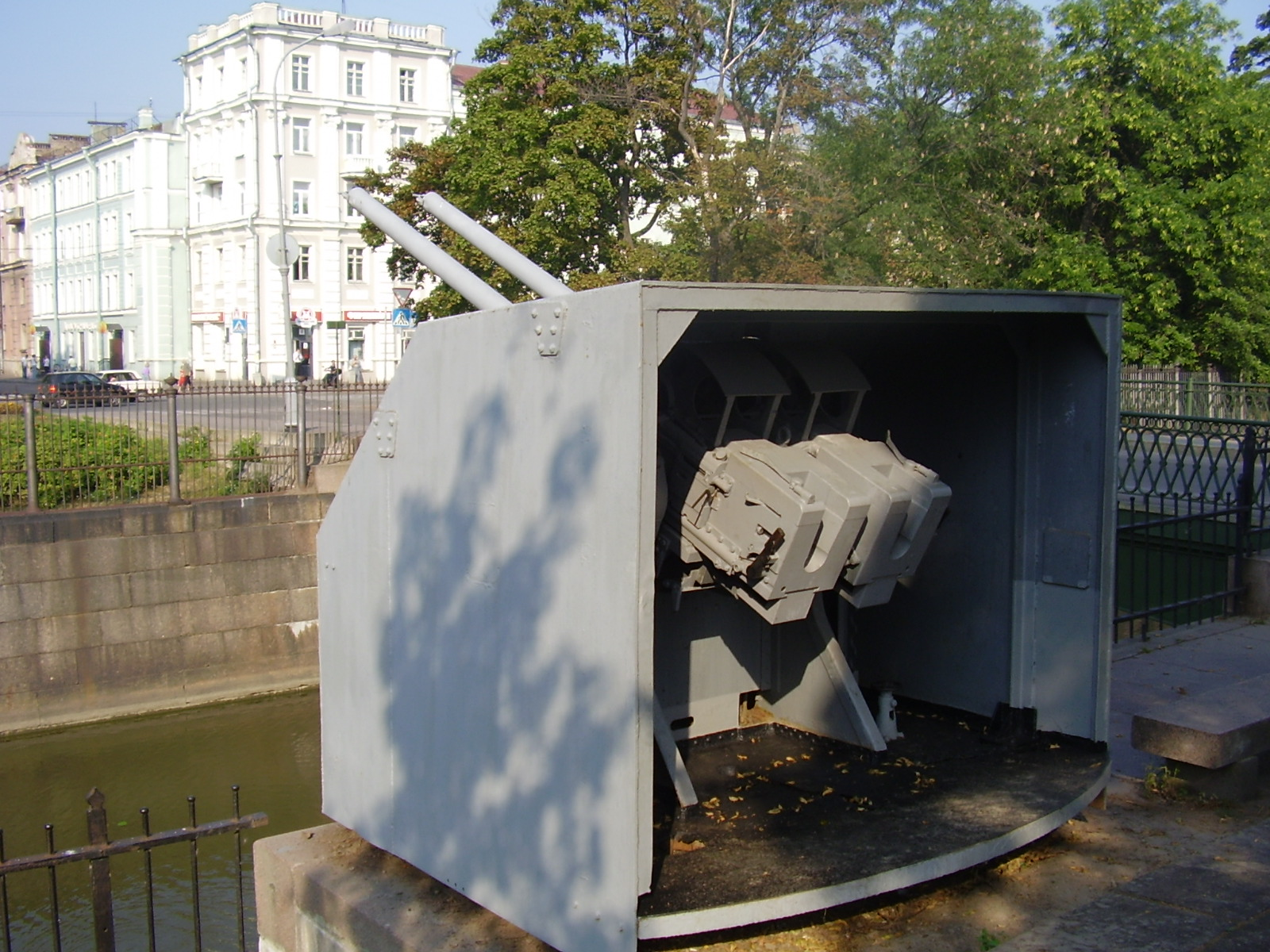
Batería antiaérea doble de 76,2 mm procedente del Oktyabrskaya Revolutsiya, en Kronstadt

Su ancla y una batería antiaérea doble están instalados como monumento en el parque de la ciudad de Kronstadt.